# Henderson (Nebraska)
Henderson je grad u američkoj saveznoj državi Nebraska. Prema popisu stanovništva iz 2010. u njemu je živjelo 991 stanovnika.